# État de Bhor
L'État de Bhor (en hindi भोर संस्थान) en Inde est l'un des États princiers marathes dépendant de l'ancienne Agence britannique des États du Deccan. Il est dit « à neuf coups de canon ». 
C'est le seul État appartenant à l'Agence britannique de Pune (Poona) dans le province de la présidence de Bombay, qui devient plus tard une partie de l'Agence des États du Deccan. Avec l'État d'Akkalkot, l'État d'Aundh, l'État de Phaltan et l'État de Jath, c'est l'un des Satara Jagirs. 
Situé pour la plupart sur les pentes orientales des Ghâts occidentaux, cet État couvre une superficie de 2 396 kilomètres carrés et compte 137 268 habitants en 1901. 
La ville de Bhor, ancienne capitale de l'État, est située dans l'État du Maharashtra, à environ 51 kilomètres au sud de Pune, à côté du barrage de Bhatghar. Le roi mythique Rāma, septième incarnation de Vishnou, est la divinité de la famille des Gandekars, les anciens dirigeants de l'État. Le sceau de l'État comporte des images de Sītā, de Rāma et de Lakshmana. Tous les ans, la fête de Rama Navami est célébrée avec un grand faste au palais royal de Bhor Rajwada.
L'État de Bhor fusionne en 1948 avec l'Union indienne peu après son indépendance.

## Histoire
Le fief ou Jagir, qui est la première forme de l'État de Bhor, est accordé en 1697 à Shankaraji Narayan Gandekar pour ses services en tant que Pant Sachiv, l'un des huit ministres héréditaires marathes, par Rajaram Chhatrapati. Le jagir de Bohr continue à faire partie de l'empire marathe jusqu'en 1818, date à laquelle le règne des Peshwa se termine. Le jagir devient alors une partie de l'éphémère État de Satara, grâce à un accord signé avec la Compagnie britannique des Indes orientales en 1820. En 1838-1839, l'État connaît un soulèvement des Ramoshi contre les Britanniques. On pense que des personnalités associées à l'ancien souverain marathe Baji Rao II déchu sont à l'origine de ce soulèvement

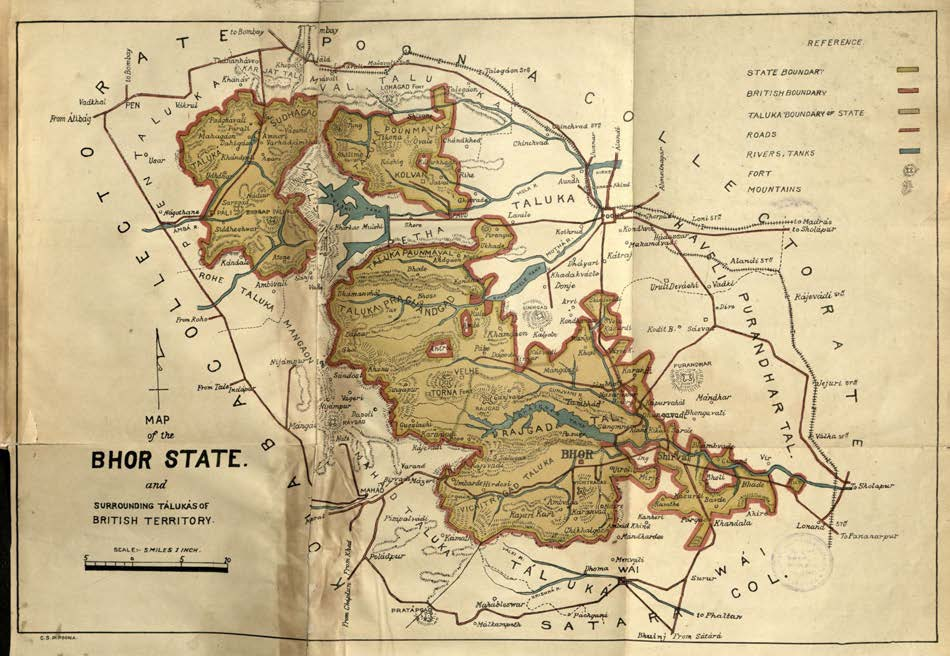
Carte de l'État de Bhor en 1930.

La dynastie Gandekar est la famille régnante de Bhor. Elle appartient à la caste hindoue de la communauté brahmane Deshastha Rigvedi. Ils utilisent le titre marathe Pant Sachiv jusqu'en 1935, date à laquelle le souverain reçoit une salve de neuf coups de feu en son honneur et le titre de Radjah accordé par les Britanniques. 
La divinité familiale des monarques est le seigneur Rāma. Chaque année, la famille célèbre le festival de Rama Navami avec beaucoup de faste au palais royal de Bhor. Le sceau de l'État comporte également des images de Sītā, de Rāma et de Lakshmana avec deux épées et une cloche en bas. L'État de Bhor contrôle également d'autres forts historiques comme Rajgad, Rohida et Sarasgad.
Raghunathrao Shankarrao Gandekar est le dernier Radjah de l'État de Bhor. Pendant son règne, il met en œuvre de nombreuses réformes telles que l'abolition de l'intouchabilité, la liberté d'association et l'introduction d'un gouvernement représentatif. Il signe le 8 mars 1948 l'adhésion à l'Union indienne, ce qui met fin à l'existence propre de l'État de Bhor. 

## Monarques

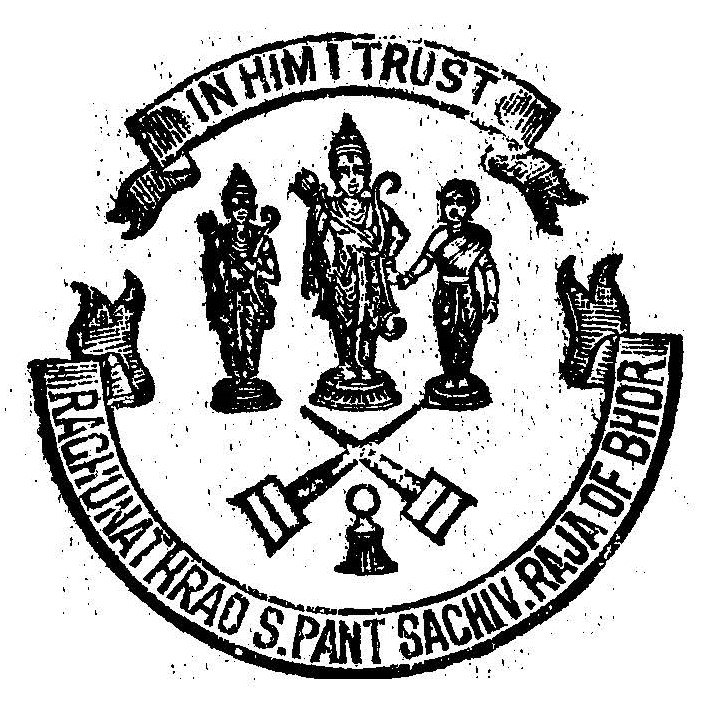
Emblème personnel et sceau de la famille royale Gandekar.

Les monarques hindous de Bhor portent successivement les titres de « Pant Sachiv » et de « Radjah ».

### Pant Sachivs
- 1697 - 1707 : Shankaraji Narayan Sacheev.
- 1707 - mars 1737 : Naro Shankaraji.
- 1737 - 1757 : Chimnaji Ier.
- 1757 - 1787 : Sadasiv Rao.
- 1787 - 1791 : Raghunath Rao.
- 1797 - 1798 : Shankr Rao Ier.
- 1798 - 1827 : Pantsachiv Chimnaji Rao II.
- 1827 - 1837 : Pantsachiv Raghunath Rao I Chimnaji Rao.
- 1837 - 12 février 1871 : Pantsachiv Chimnaji Rao III Raghunath Rao.

### Radjahs
- 12 février 1871 - 17 juillet 1922 : Radjah Shrimant Shankarrao Chimnajirao Pandit Pant Sachiv.
- 18 juillet 1922 - 15 août 1947[4] : Radjah Shrimant Sir Raghunathrao Shankarrao Babasaheb Pandit Pantsachiv « Baba Sahib », qui meurt en 1951, il est le dernier radjah de Bhor[7].

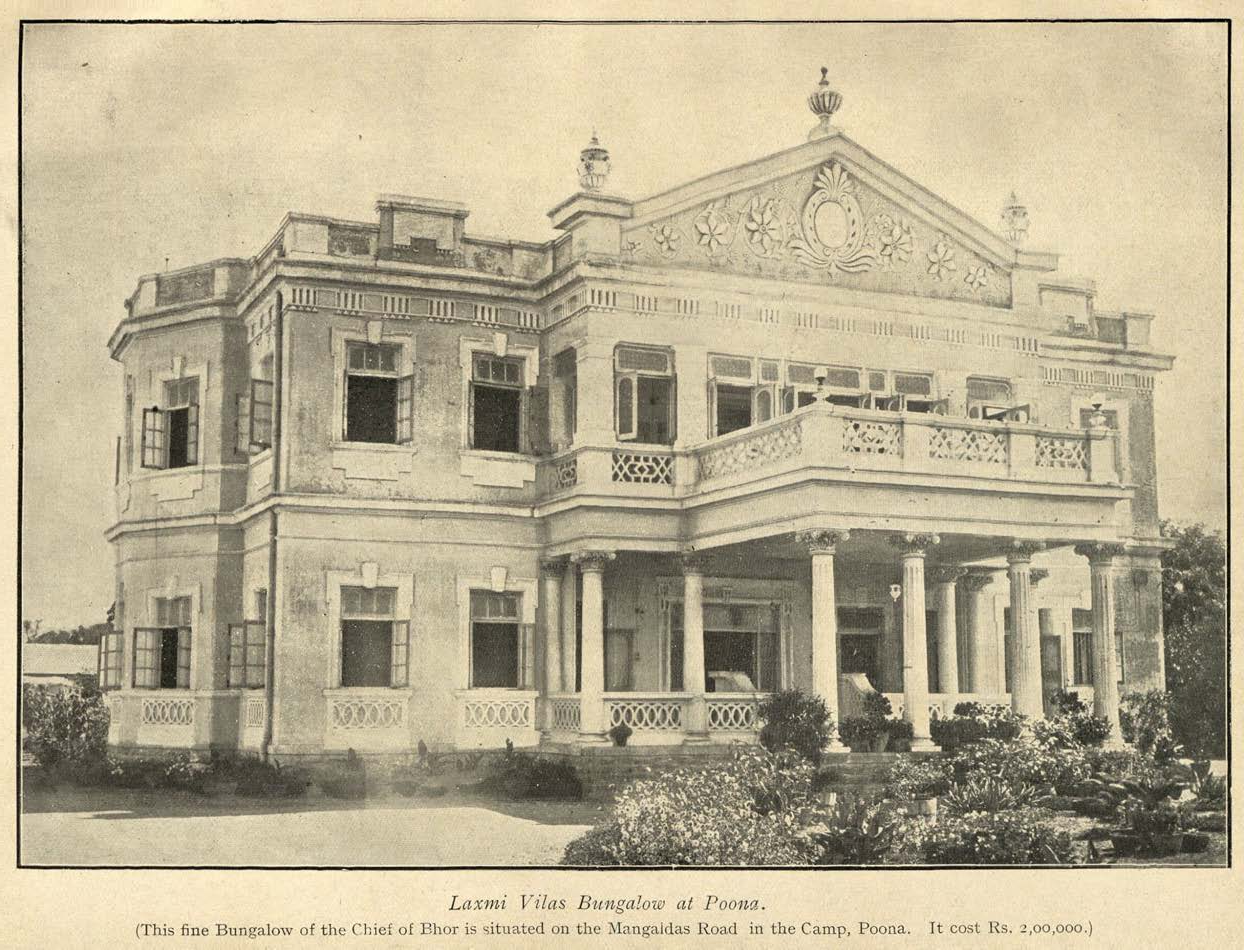
Le palais de la famille royale dans les années 1930.